# Montafon
Koordinaten: 47° 2′ 3″ N, 9° 57′ 1″ O
Das Montafon (ⓘ) ist ein 39 Kilometer langes Tal in Vorarlberg (Österreich), das von der Bielerhöhe bis Bludenz reicht und von der Ill durchflossen wird. Das Tal wird im Norden von der Verwallgruppe und im Süden vom Rätikon und der Silvretta begrenzt. Die höchste Erhebung in der Umgebung ist der 3312 m hohe Piz Buin in der Silvretta-Gruppe.

## Geographie
Das Montafon wird durch eine Talverengung zwischen St. Gallenkirch und Tschagguns, in die Innerfratte (taleinwärts gesehen nach der Fratte) und die Außerfratte (taleinwärts gesehen vor der Fratte) unterhalb der Fratte geteilt.

### Gemeinden

Gemeinden im Montafon

Die Gemeinden im Montafon gehören alle dem Bezirk Bludenz an. Im geographischen Sinn sind es (Talauswärts):
- Gaschurn (979 m) besteht aus den Orten Gaschurn und Partenen (1051 m)
- St. Gallenkirch (878 m); mit den Ortsteilen Gargellen (1423 m) und Gortipohl (950 m)
- Schruns (690 m)
- Tschagguns (697 m)
- Silbertal (899 m)
- Bartholomäberg (1087 m)
- Vandans (648 m)
- St. Anton im Montafon (650 m)

Diese acht Gemeinden haben zusammen 16.394 Einwohner. (Stand: 1. Jänner 2020)
Die Gemeinden
- Lorüns (583 m) und
- Stallehr (600 m)

werden aus nicht eindeutig in die eine oder andere Richtung interpretierbaren historischen Gründen entweder dem Montafon oder dem Walgau zugerechnet. Auf Grund des doch beträchtlichen Höhenunterschiedes zwischen St. Anton im Montafon und Lorüns liegt Lorüns orographisch außerhalb des Montafons, nämlich auf Höhe des Bludenzer Talkessels, ebenso Stallehr. Regionalplanerisch gehören die beiden Gemeinden nicht zum Montafon, sondern zum Großraum Bludenz (Alpenregion Bludenz), wenn auch Lorüns landläufig als am Taleingang des Montafons liegend beschrieben wird. Von den Einheimischen wird auch Stallehr als am Eingang des Klostertals befindlich empfunden.
Damit haben die zehn Gemeinden des Montafons zusammen 16.920 Einwohner. (Stand: 1. Jänner 2020)
Der Gemeindeverband der Talschaft, die Partnerschaft Stand Montafon – als öffentlich-rechtliche Vertretung, die zugleich eine raumplanerische Region der Landesebene darstellt – steht aber im ungeteilten Eigentum aller zehn Gemeinden (Standesgemeinden), also Bartholomäberg, Gaschurn, Lorüns, Silbertal, Schruns, Stallehr, St. Anton im Montafon, St. Gallenkirch, Tschagguns und Vandans.
Diese Gemeinden im Montafon (ohne Lorüns und Stallehr) gehören dem Tourismusverband der Tourismusregion Montafon an – einem Zusammenschluss der Gemeinden und der Golm Silvretta Lünersee Tourismus GmbH sowie der örtlichen Bergbahnen. Innerhalb dieser Tourismusregion arbeiten die beiden Gemeinden Schruns und Tschagguns traditionell enger zusammen, Gaschurn nennt seine Ortschaft Partenen immer mit, und die St. Gallenkirchner Ortschaft Gargellen hat eine eigene Tourismus-Vertretung.
Insbesondere entspricht die Zusammenfassung aller zehn Gemeinden zum ehemaligen gemeinsamen Gerichtsbezirk Montafon – wobei sich der Sitz des Bezirksgerichts in Schruns befand – ebenfalls dieser Auffassung der Region Montafon. Der Gerichtsbezirk wurde mit 1. Juli 2017 aufgelassen und dem Gerichtsbezirk Bludenz angeschlossen, womit dieser nunmehr flächenmäßig mit dem politischen Bezirk übereinstimmt. Das ehemals eigenständige Bezirksgericht Montafon wurde aufgelöst und seine Zuständigkeit auf das Bezirksgericht Bludenz übertragen.

### Nachbarregionen
Die umliegenden Gebirgsgruppen sind kursiv gesetzt
| Walgau mit Bludenzer Talkessel               | Klostertal                                  | Arlberg · Stanzer Tal (Tirol)                           |
| Rätikon mit Brandnertal                      | Kompassrose, die auf Nachbargemeinden zeigt | Verwallgruppe Nordsilvretta · Paznaun (Tirol)           |
| Rätikon Prättigau (Ktn. Graubünden, Schweiz) | Westsilvretta                               | Mittelsilvretta Unterengadin (Ktn. Graubünden, Schweiz) |

### Seitentäler
Das Montafon ist durch die zahlreichen Seitentäler stark gegliedert:
- Silbertal: Gemeinde Silbertal
- Valschavieltal
- Verbellatal: Grenze Verwall/Silvretta
- Ochsental: Ursprung der Ill
- Klostertal (Silvretta)
- Kromertal
- Garneratal
- Novatal
- Gargellental: Ortschaft Gargellen, Grenze Silvretta/Rätikon
- Gamperdelstal
- Gauertal
- Rellstal

### Verkehr
Die Silvrettastraße L/B 188 mit dem mautpflichtigen Passabschnitt, der Silvretta-Hochalpenstraße, verbindet das Montafon mit dem Paznaun im Bundesland Tirol. Die Bahnstrecke Bludenz–Schruns (Montafonerbahn) führt von Bludenz nach Schruns. In Planung befindet sich eine Verlängerung dieser Bahnstrecke bis nach Partenen.

## Geschichte

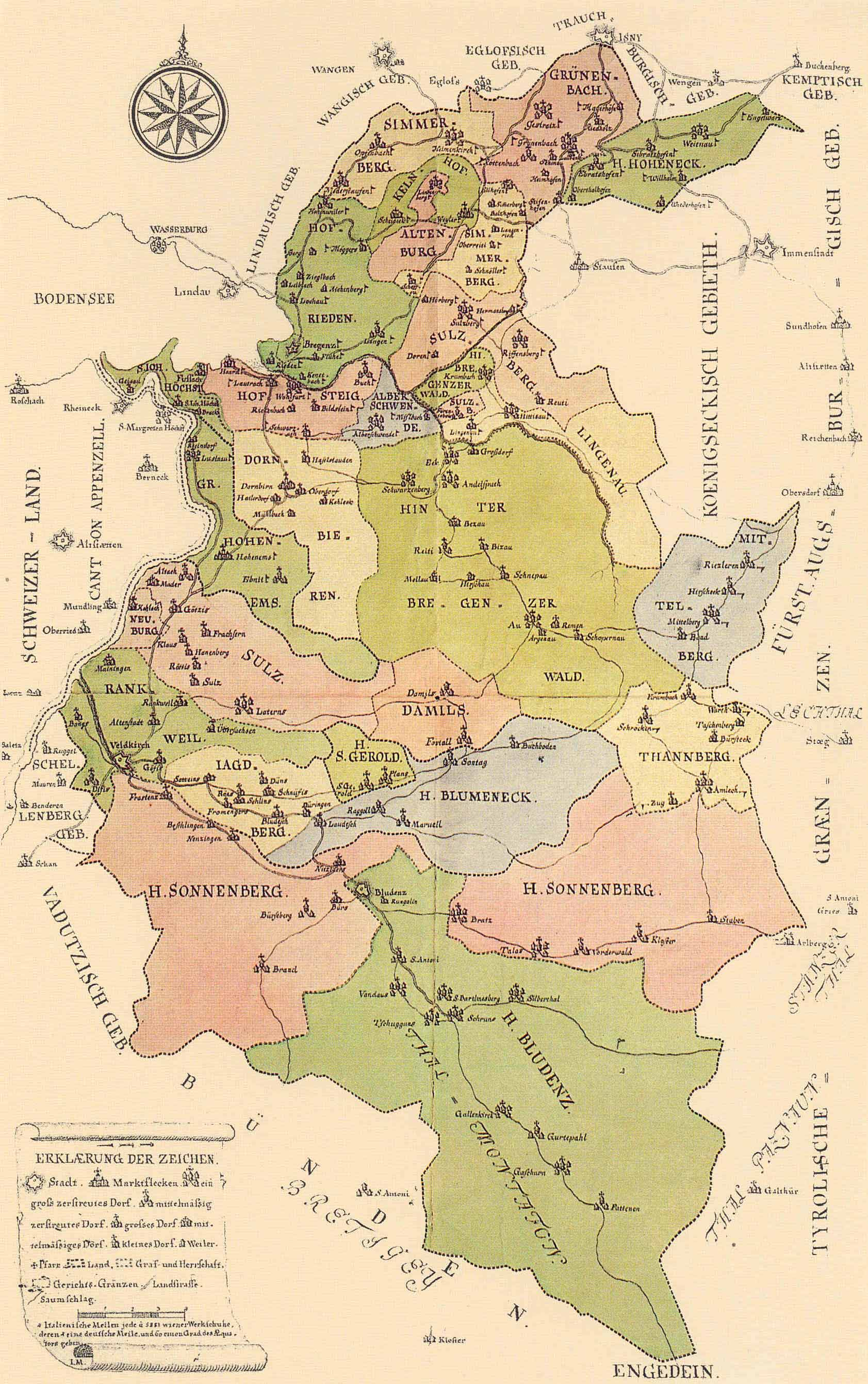
Karte Vorarlbergs (von 1783); unten grün die Herrschaft Bludenz

Wie archäologische und botanische Untersuchungen belegen, siedelte der Mensch bereits vor 5000 Jahren im Montafon. So finden sich Reste einer etwa 3500 Jahre alten Siedlungsstätte im Friagawald bei Bartholomäberg, die Teil einer mächtigen bronzezeitlichen Burganlage war.
Besiedelt wurde das Montafon ursprünglich von aus dem Walgau und aus Graubünden zugewanderten Rätoromanen. Davon geben noch heute eine Vielzahl rätoromanischer Berg-, Fluss-, Orts-, Flur- und Familiennamen Zeugnis (wie Albona, Gafluna, Montjola, Silvretta, Tilisuna).
Wie vermutlich in der Bronze- und Eisenzeit war das Montafon auch durch das ganze Mittelalter hindurch ein Zentrum des Bergbaues: Eisen, Kupfer und Silber wurden hier gewonnen. Im Spätmittelalter – ab etwa 1300 – zogen die im Bergbau beschäftigten Silberer im Silbertal sowie an der Rodung hoher Berghalden beteiligte Walser ins Montafon. Die romanische und später deutsche Besiedlung wurde vorwiegend vom gräflichen Meierhof in St. Peter bei Bludenz organisiert.
Am 13. Oktober 1319 bestätigte Friedrich der Schöne (fridericus rex romanorum) dem Albrecht I., Graf von Werdenberg, dass dieser seinem Bruder argentifodinam seu montem dictum Mvntafúne, die Silbergrube und den Berg Mvntafúne übereignen darf. Diese Feststellung ist in vielfacher Hinsicht von Bedeutung: Erstmals erscheint der Name „Mvntafúne“, also Montafon, und darüber hinaus in Verbindung mit dem Bergbau, der für diese Zeit am Kristberg mittels der Baumringdatierung (Dendrochronologie) belegt ist.
Das Wort argentifodinam, also „Silbergrube“, ist ein eindeutiger Beleg für Silberabbau.
In der zweiten Hälfte des 14. Jahrhunderts war wie anderenorts der Bergbau im Montafon vermutlich deutlich zurückgegangen. Ein Grund mag in den Pestepidemien jener Zeit zu suchen sein.
Politisch gehörte das in Churrätien gelegene Montafon von etwa 1258 bis 1418/1420 zum Herrschaftsbereich der Grafen von Werdenberg, die zwischen 1259 und 1296 die Stadt Bludenz gründeten. Der den Bund ob dem See auflösende in Konstanz geschlossene Friede wurde 1408 unter anderem auch von den Landleuten im Montafon mit ihrem zwei gekreuzte Schlüssel aufweisenden Siegel bekräftigt.
Nach dem Übergang der Herrschaft auf das Haus Habsburg änderte sich für den Bergbau zunächst wenig. Wichtige Repräsentanten der Obrigkeit blieben. Daher verpachteten die Habsburger das Gebiet an den Montforter Graf Wilhelm V. zu Tettnang, der den Verwalter Junker Hardegen von Rudberg bestellte, der dieses Amt bereits zu Zeiten der Werdenberger ausgeübt hatte. Gleichzeitig lehnten sich im 15. und 16. Jahrhundert innerhalb Europas die Bauern und Bürger gegen die bestehende Herrschaft auf: Sie kämpften um mehr Rechte, die Reformationsbewegung begann, und in Deutschland, besonders in Süddeutschland, brachen Bauernaufstände aus.
Bludenz und das Montafon waren eingebunden in das Habsburger Reich und wurden in dessen militärische Auseinandersetzungen verwickelt, vor allem mit den westlichen Nachbarn, den Eidgenossen. Ein einschneidendes Ereignis war 1499 während des Schwabenkrieges die Schlacht bei Frastanz, bei der etwa 500 Walgauer, unter ihnen sicher auch Montafoner Bergknappen, den Tod fanden.
Die Habsburger regierten ab dem 15. Jahrhundert Vorarlberg und damit auch die Orte im Montafon wechselnd von Tirol und Vorderösterreich (Freiburg im Breisgau) aus, von Innsbruck aus auch noch nach 1867, als Vorarlberg Kronland wurde. Das Montafon gehörte zur Herrschaft Bludenz. Von 1805 bis 1814 gehörte das Montafon zum Königreich Bayern, ab 1814 dann wieder zu Österreich.
Mit der Neuordnung der Vorarlberger Gerichtssprengel im Jahre 1806 wurde das ganze Montafon dem neu installierten Landgericht Sonnenberg mit Sitz in Bludenz unterstellt, aus dem sich der heutige politische Bezirk entwickelt hat.
Das Montafon war 1945 bis 1955 Teil der französischen Besatzungszone in Österreich.

### Wappen und Siegel
Das Wappen und Siegel der Montafoner zeigt:
 In silbernem Schild zwei schwarze, gekreuzte Schlüssel.
- Der Schlüssel im Wappenschild ist ein Zeichen der Aufgeschlossenheit.
- Er ist auch Symbol für Petrus.

Das Symbol der gekreuzten Schlüssel ist dem päpstlichen Wappen entnommen, es wird seit dem frühen 15. Jahrhundert eingesetzt und beruht auf dieser Geschichte: Während des Appenzellerkriegs (1405–1408) organisierten sich die Montafoner zu einem „Land“ und verwendeten als Zeichen im Wappen zwei vom Hof St. Peter (bei Bludenz) abgeleitete gekreuzte Schlüssel. Dieses Wappen wurde später eigenmächtig zum päpstlichen Wappen umgestaltet, indem dem Wappenschild noch eine dreifache Papstkrone hinzugefügt wurde. Begründet wurde dies damit, dass Papst Johannes XXIII. auf dem Weg zum Konzil von Konstanz in einer Sänfte vom Klostertal über den Kristberg ins Montafon getragen wurde, um der Pest zu entgehen und ihnen dann das Recht verliehen habe.
1700 gestattete Papst Innozenz XII. den Montafonern offiziell die Führung dieses Wappens.
Das Wappen führt heute der Kommunalverband Stand Montafon.

### Namensherkunft und Schreibung
Der Name Montafon ist rätoromanischen Ursprungs. Bis ins 15. Jahrhundert wurde im Montafon Rätoromanisch gesprochen. Zur genauen Namensherkunft gibt es unterschiedliche Theorien: Der historische Name „Montavon“ könnte von mont davon, „Berg davor, Vorberg, Vorderberg“ (eventuell Vorarlberg? siehe Etymologie des Arlberges) oder von munt tovun, „durchlöcherter Berg“, „Grubenberg“ kommen. Andere Erklärungsversuche sind „Bergbrunn“, „Stillalpenberg“ oder eine Wortverdopplung des Begriffs „Berg“.
Der Landammann Johann Ignaz Vonier und der Landschreiber Johann Theodor Fritz verdeutschten am 2. Juni 1806 in der Beantwortung einer Anfrage der neuen bayrischen Regierung ihr Heimattal Muntafon als „Brunnenthal“. Von 1956 bis 1957 wurde ein heftiger Streit um die Schreibung des Namens Montafon mit «f» oder «v» geführt.

### Religion
Das Montafon ist wie ganz Vorarlberg römisch-katholisch geprägt. Das Dekanat Montafon ist ein Dekanat der römisch-katholischen Diözese Feldkirch, die zur Salzburger Kirchenprovinz gehört.

## Wirtschaft

### Landwirtschaft

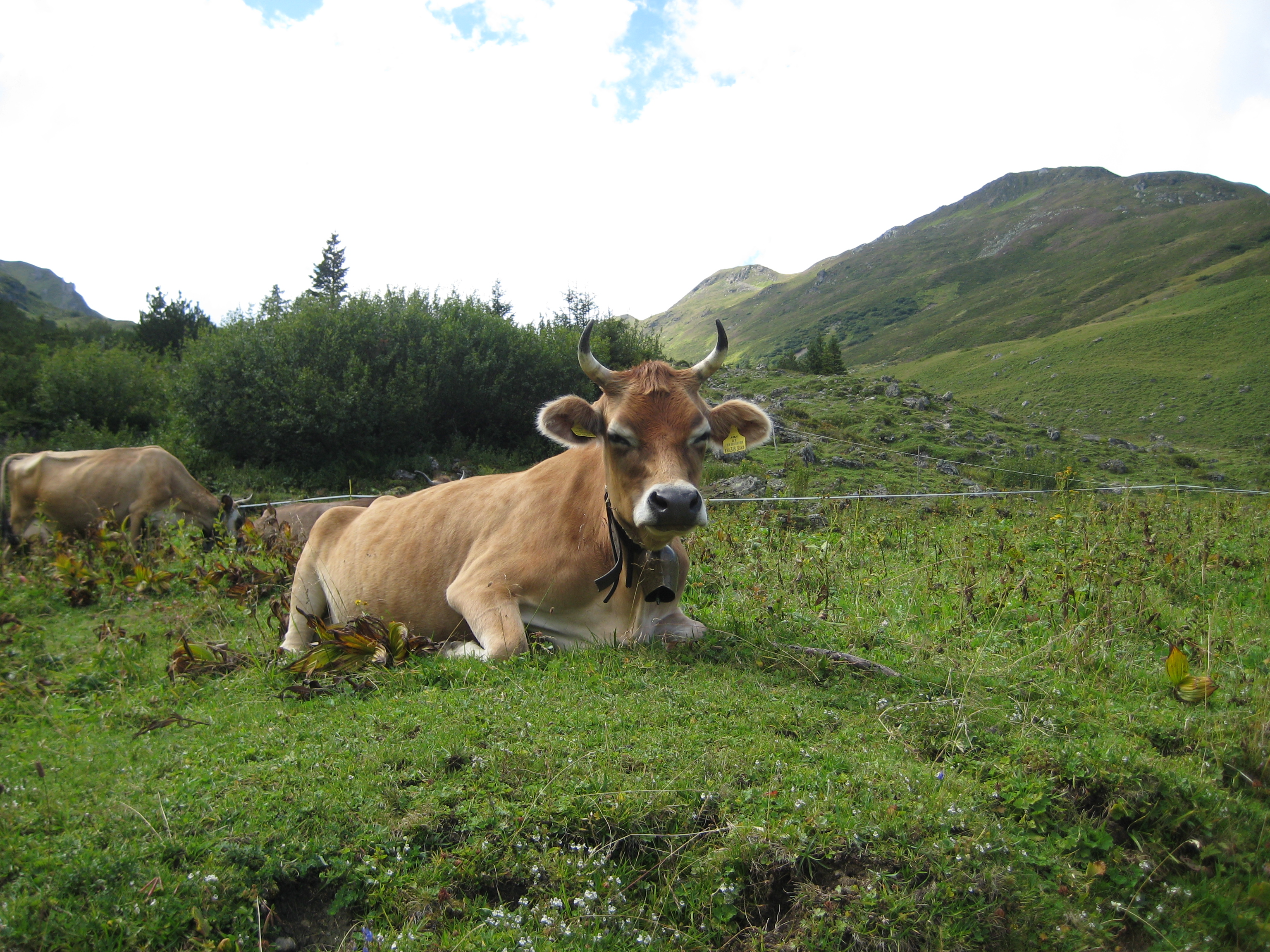
Montafoner Braunvieh

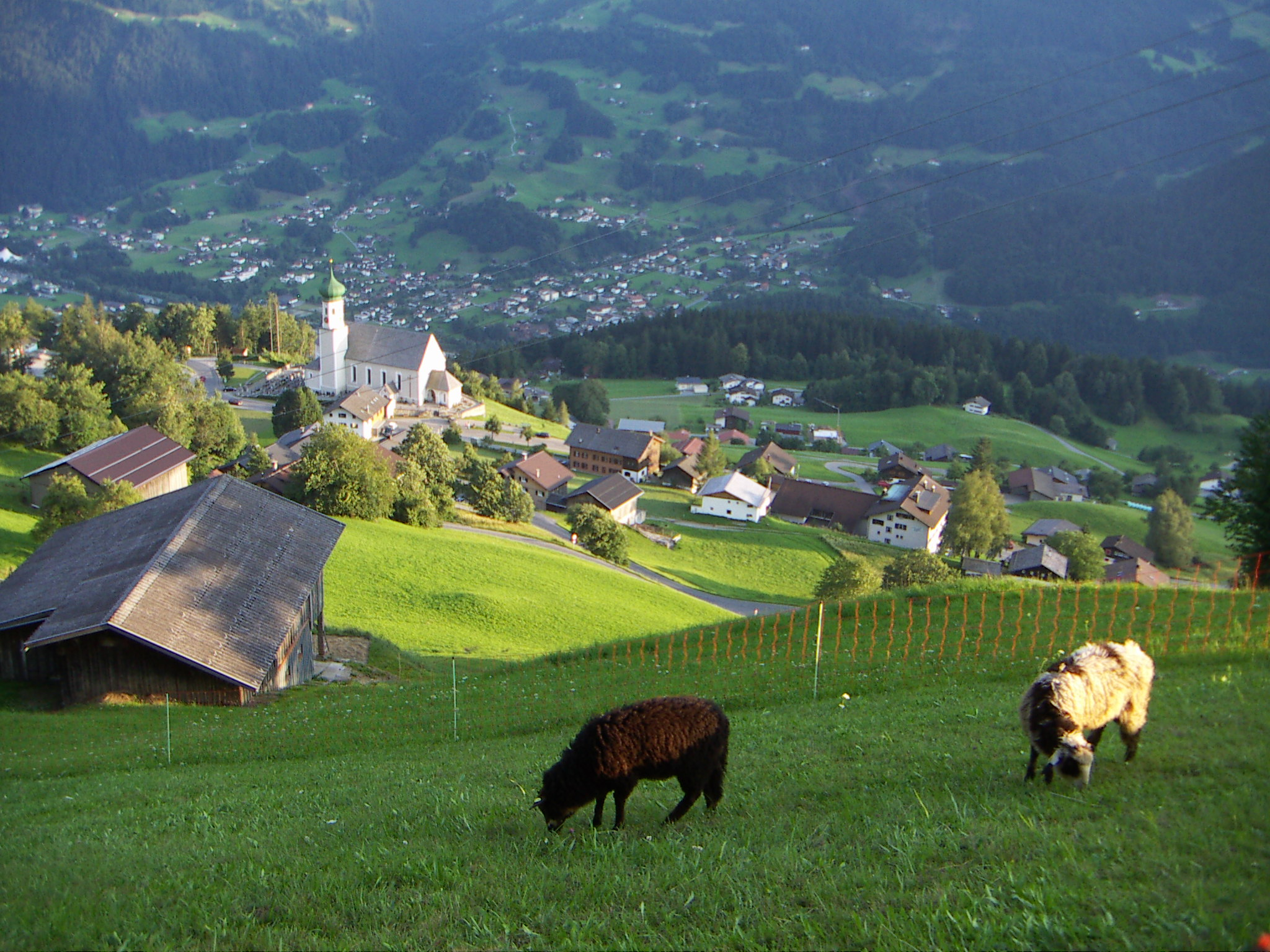
Montafoner Steinschafe in Bartholomäberg

#### Montafoner Nutztierrassen

##### Montafoner Braunvieh
Dieses Braunvieh ist ein Nachkomme des Torfrindes. Es entstand aus verschiedenen graubraunen Schlägen in der Schweiz, Vorarlberg und im Allgäu. Das bekannte Montafoner Braunvieh führt auch Blut von Eringern. Zur Verbesserung der Milchleistung wurde das einheimische Braunvieh etwa ab 1960 über Einkreuzung mit Brown-Swiss verdrängt. Dies führte immer mehr zu einer Verdrängung des ursprünglichen Typs mit all seinen Vorzügen – heute hat die österreichische Population durchschnittlich einen Brown-Swiss-Anteil von über 75 Prozent.
Das Original Braunvieh ist einheitlich braun, mittelschwer, gut bemuskelt mit hellem Aalstrich und dunkler Zunge. Im Vergleich zum Brown-Swiss ist es kleiner und leichter – daher gerade für die Dreistufenwirtschaft in Bergbauernregionen bestens geeignet.
Jährlich im September finden im Montafon die traditionellen Alpabtriebe statt, bei denen sich das Montafoner Braunvieh geschmückt zeigt. Der Alpabtrieb besitzt im Montafon jahrhundertealte Tradition und stellt die festliche Krönung des bäuerlichen Arbeitsjahres dar.

##### Montafoner Steinschaf
Das Montafoner Steinschaf ist eine vom Aussterben bedrohte Schafrasse, die durch größere und mastfähigere Rassen verdrängt wurde. 1989 wurde ein Zuchtbuch zur Vermeidung von Inzucht gegründet. Seither wird die Rasse wieder in ganz Vorarlberg gezüchtet. Dadurch ist die Zahl der Montafoner Steinschafe leicht steigend, auch wenn die Bestände bis heute sehr gering sind. Eine 2002 durchgeführte Studie ergab eine sehr große genetische Distanz zu allen anderen österreichischen Schafrassen.
Es kommen sowohl einfarbig weiße, schwarze, braune bis beige und graue als auch gefleckte Tiere vor. Das Montafoner Steinschaf gilt als genügsam, robust und anpassungsfähig. Es eignet sich zur Beweidung und Offenhaltung von extensivem Grünland wie Hanglagen und Alpflächen. Die Mischwolle des Schafs ist von hoher Qualität, wird jedoch heute meist nicht verarbeitet oder verwertet, sondern entsorgt.

#### Maisäßlandschaft
Als Maisäß wird eine Sonderform der Alp bezeichnet: gerodete Fläche mit Hütten und Ställen. Auf jedem Maisäß befinden sich mindestens ein kleines Haus bzw. eine Hütte und ein Stall. Maisäße und die damit verbundenen Landschaftsformen sind Ausdruck einer traditionellen Landnutzungsform im Montafon, deren Geschichte auf die Dreistufenwirtschaft der Landwirtschaft zurückgeht. Heute werden viele Maisäße nicht mehr bewirtschaftet, da sie durch landwirtschaftlichen Strukturwandel oftmals stark an ihrer einstigen Bedeutung verloren haben.

### Holzwirtschaft
Das Montafon hat 14.000 ha Wald, knapp die Hälfte davon ist im Eigentum des Standes Montafon. Im Jahresdurchschnitt (Stand 2008) werden im Montafon ca. 30.000 Festmeter Holz eingeschlagen. Der Wald ist das Rückgrat der Talschaft und sichert den Lebens- und Wirtschaftsraum. Der Wert eines Hektar Waldes im Gebirge ist nicht nur am erzielbaren Holzerlös zu messen, sondern auch an der Schutzfunktion für die Sicherung des Lebensraums. Dieser ist im Gebirge besonders bedroht von extremen Niederschlägen, die zu Hangrutschungen führen können, sowie zunehmend durch vom Treibhauseffekt verursachte orkanartige Stürme.

### Energieerzeugung

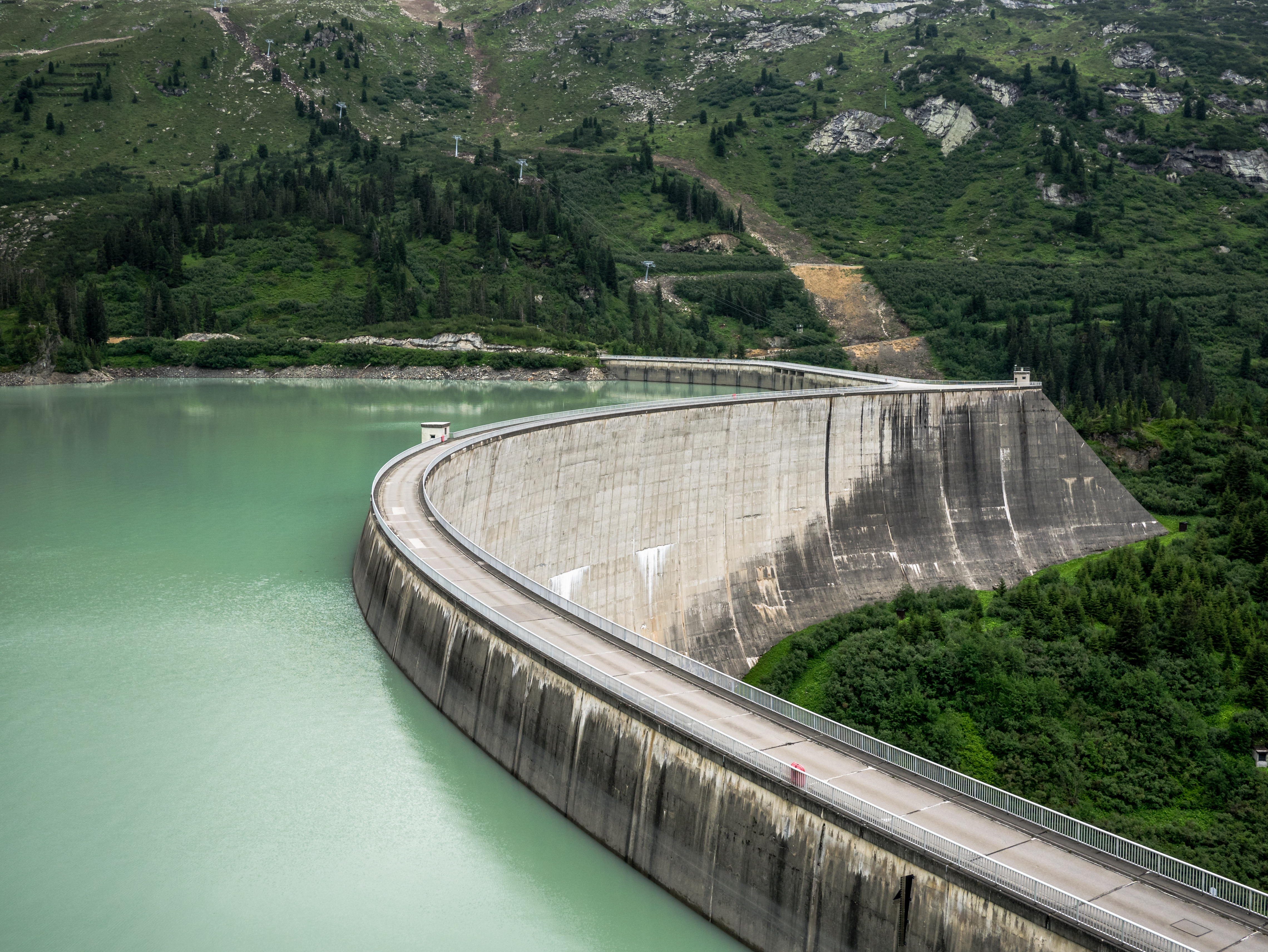
Der Kopssee

Die illwerke vkw AG betreibt im Montafon 10 Wasserkraftwerke, die Spitzenlast-Energie für den nationalen und internationalen Strommarkt erzeugen. Mit dem Bau des Vermuntwerks, der schon während der Zeit des Zweiten Weltkriegs begonnen und 1946 wieder in Angriff genommen wurde, entstand im Montafon das erste technische Großprojekt Österreichs der Wiederaufbauzeit.

### Tourismus
Um 1860 erreichte der Tourismus das Montafon. Heute ist er der wichtigste Erwerbszweig (siehe auch Liste der Skigebiete in Österreich). Das Tal ist durch die Silvretta-Hochalpenstraße gut erschlossen. Es ist ein beliebtes Urlaubsziel im Sommer wie im Winter. Die insgesamt ca. 20.000 Gästebetten (ca. 1300 Gastgeber) liegen zwischen 650 und 1430 m Seehöhe, umringt von Bergen bis zu 3312 m (Piz Buin).
Pro Jahr werden etwa 2 Millionen Übernachtungen gezählt. Zur Erschließung trug der Bau der Montafonerbahn im Jahr 1905 bei. Auch die Illwerke waren um die touristische Nutzung der Kraftwerksbauten bemüht, und ihr Nachfolgeunternehmen illwerke vkw ist durch die Tochtergesellschaft Golm Silvretta Lünersee Tourismus bis heute in der Tourismusinfrastruktur tätig. Das Montafon besteht aus elf touristischen Orten und acht touristischen Gemeinden.

#### Wintersport
Im Montafon befinden sich die fünf Skigebiete Golm, Silvretta Montafon, Gargellen, Silbertal-Kristberg und Silvretta-Bielerhöhe mit insgesamt 60 Seilbahn- und Liftanlagen und 225 Kilometer markierten Abfahrten (Blau: 93,6 Kilometer, Rot: 66,8 Kilometer, Schwarz: 11,5 Kilometer) inkl. 53,2 Kilometer Skirouten. Zudem gibt es zwei Eislaufplätze und fünf Eisstockbahnen.
Auch diverse Freeride-Gebiete sind im Montafon zu finden, beispielsweise das Novatal, das Hochjoch oder Gargellen. Zum Winterwandern stehen zahlreiche präparierte, teils beleuchtete Wanderwege zur Verfügung mit einer Gesamtlänge von 290 Kilometer, für Schneeschuhtouren gibt es 150 Kilometer ausgesteckte Schneeschuhrouten.
Auch für Freestyler ist das Montafon ein beliebtes Gebiet mit diversen Funparks, der größte befindet sich im Skigebiet Silvretta Montafon: der Snowpark Montafon am Fredakopf-Lift.
Außerdem gibt es im Montafon insgesamt ca. 121 Kilometer klassische Langlaufloipen und rund 33 Kilometer Skating-Loipen, darunter die höchstgelegenen Langlaufloipen Vorarlbergs mit unterschiedlichen Schwierigkeitsgraden. Im Montafon befinden sich zehn Alpenvereins-Schutzhütten. Im Skiverbund mit dem Brandnertal sind 74 Seilbahn- und Liftanlagen in Betrieb, und es gibt 289,5 Pistenkilometer inkl. 58,1 Kilometer Skirouten (Blau: 115,6 km, Rot: 96,8 km, Schwarz: 19 km).

#### Sommer
Im Sommer bietet das Montafon über 1130 Kilometer markierte Wanderwege, einzelne besonders kindgerecht bzw. kinderwagentauglich („Muntafuner Gagla Weg“). Drei Wanderwege im Montafon sind mit dem Österreichischen Wandergütesiegel zertifiziert (Gauertaler AlpkulTour, der Schmugglerpfad sowie der Kultur- und Landschaftspfad Gaschurn Partenen Galtür). Neun Bergbahnen im Montafon sind auch im Sommer in Betrieb, im Kartenverbund mit dem Brandnertal können im Sommer bis zu 17 Bergbahnen benutzt werden. Viele der Wanderwege lassen sich auch als Nordic-Walking-Laufstrecken nutzen.
Für Radfahrer und Mountainbiker stehen 270 Kilometer Rad-, Mountainbike- und E-Bike-Strecken zur Verfügung. Die Strecken sind jeweils beschildert und insbesondere die Mountainbikestrecken analog zum Dreifarbensystem der Skipisten entsprechend ihrem Schwierigkeitsgrad markiert. Die Silvretta-Hochalpenstraße ist mit Steigungen bis zu 14 Prozent eine beliebte Route für Rennradfahrer. Im Sommer findet jährlich der M³-Montafon-Mountainbike-Marathon statt. Zudem steht im Montafon ein E-Bike-Netzwerk mit 28 Tausch- bzw. Ladestationen zur Verfügung.
Im Montafon gibt es 15 Klettersteige und acht Klettergärten. Die Stauseen der illwerke vkw, Lünersee, Kops und Silvretta, sowie der Baggersee „Roter Stein“ sind beliebte Angelreviere.
26 Alpenvereins- und Schutzhütten sowie diverse Wanderbusse stehen im Sommer zur Verfügung.
Freizeiteinrichtungen
- Golfplatz in Schruns-Tschagguns des Golfclubs Montafon. Eine 9-Loch-Anlage mit der längsten Spielbahn in Westösterreich (552 m Länge)
- Golfclub Silvretta: höchstgelegener Golfplatz Vorarlbergs, 9-Loch-Anlage
- Minigolfplatz Aktivpark Montafon: 18-Loch-Anlage bei der Talstation der Hochjochbahn in Schruns
- Minigolfplatz Gaschurn
- Freibad Alpenbad Montafon in Tschagguns
- Freizeitpark Mountain Beach Gaschurn, 2 Naturbadeseen
- Rätikonbad Vandans
- Aquarena St. Gallenkirch, Allwetterbad
- Freibad Partenen
- Diverse öffentliche Hallenbäder in Hotels
- Alpine-Coaster-Golm: Sommer- und Winterrodelbahn mit Zweisitzer-Schlitten, die Bahn führt von Latschau nach Vandans. Fahrer können das Tempo selbst bestimmen, integriert sind ein 360°-Kreisel, vierzehn 180°-Kehren und viele „Jumps“.
- Flying-Fox-Golm: Ein Stahlseil, das über den Stausee Latschau gespannt ist, ermöglicht einen „Flug“ über den See. Bei dem Flug wird ein Höhenunterschied von 47,5 m sowie eine Länge von 565 m überwunden; dabei wird eine Geschwindigkeit von bis zu 70 km/h erreicht. Die Startplattform befindet sich beim Waldseilpark Golm, das Seil führt bis zur Landeplattform beim Alpine-Coaster-Golm.
- Waldseilpark-Golm: Der größte Waldseilpark Vorarlbergs mit elf Parcours und 79 Übungen in drei Schwierigkeitsstufen.
- Waldrutschenpark Golm: mehrere Rutschen können von der Mittelstation Matschwitz bis nach Latschau gratis genutzt werden.
- Aktivpark Montafon (In- und Outdoor-Sport-Freizeit-Park)

## Kultur und Wissenschaft

### Montafoner Haus

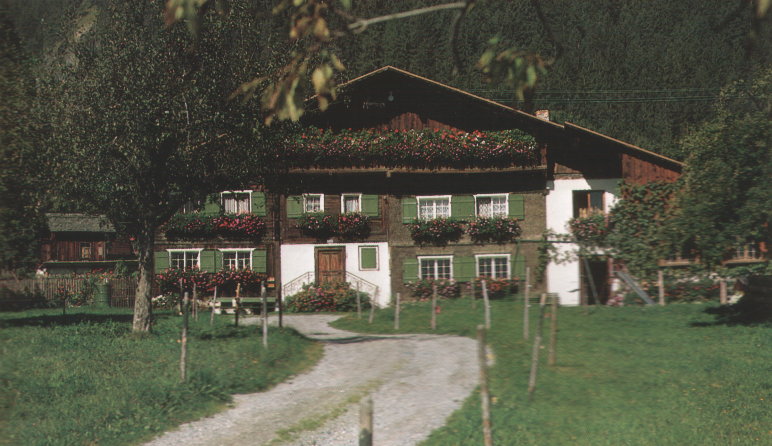
Montafonerhaus bei Vandans

Aus dem Rätoromanischen- und dem Walserhaus entwickelte sich eine dem Tal eigene architektonische Form der Häuser. Es entstand eine neue Form in Stein-Holz-Mischbauweise. Als eigenständige Bauform ist es unter dem Namen Montafonerhaus bekannt. In ganz Österreich gibt es kein weiteres so kleines Tal, welches einen eigenen Haustyp besitzt. Das Montafonerhaus bildet den Hauptbestandteil der Montafoner Kulturlandschaft.

### Montafonertisch

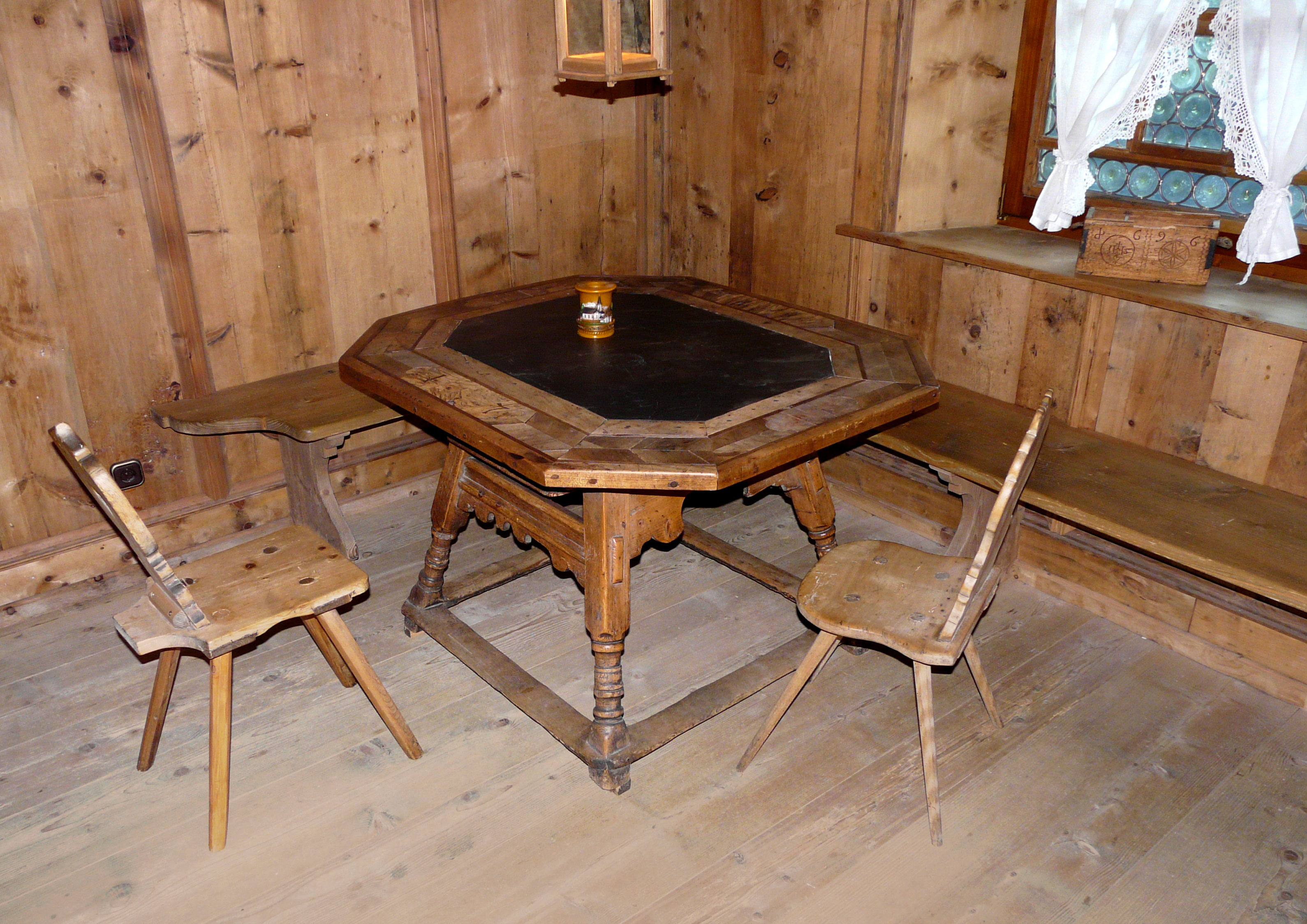
Montafoner Tisch in der Lukas-Tschofen-Stube in Gaschurn

Der Montafonertisch hat eine mit Einlegearbeiten verzierte, quadratische oder üblich achteckige Tischplatte mit einer mittig eingelegten Schiefertafel, auf schrägen Füßen mit einer Schublade. Die Schiefertafel verhinderte das Einbrennen von heißen Pfannen oder Töpfen und diente als Schreibtafel. Bodenbrettchen, welche die Füße knapp oberhalb des Bodens verbinden, dienen zur bequemeren Positionierung der Füße und werden Faulenzer oder Vergeltsgott genannt.
Dazu gehören üblicherweise eine Eckbank, zwei und mehr Stühle, und der Herrgottswinkel mit Kreuz und zwei Votivbildern.
Die ältesten erhaltenen Montafonertische stammen aus der Zeit um 1700.

### Montafoner Tracht

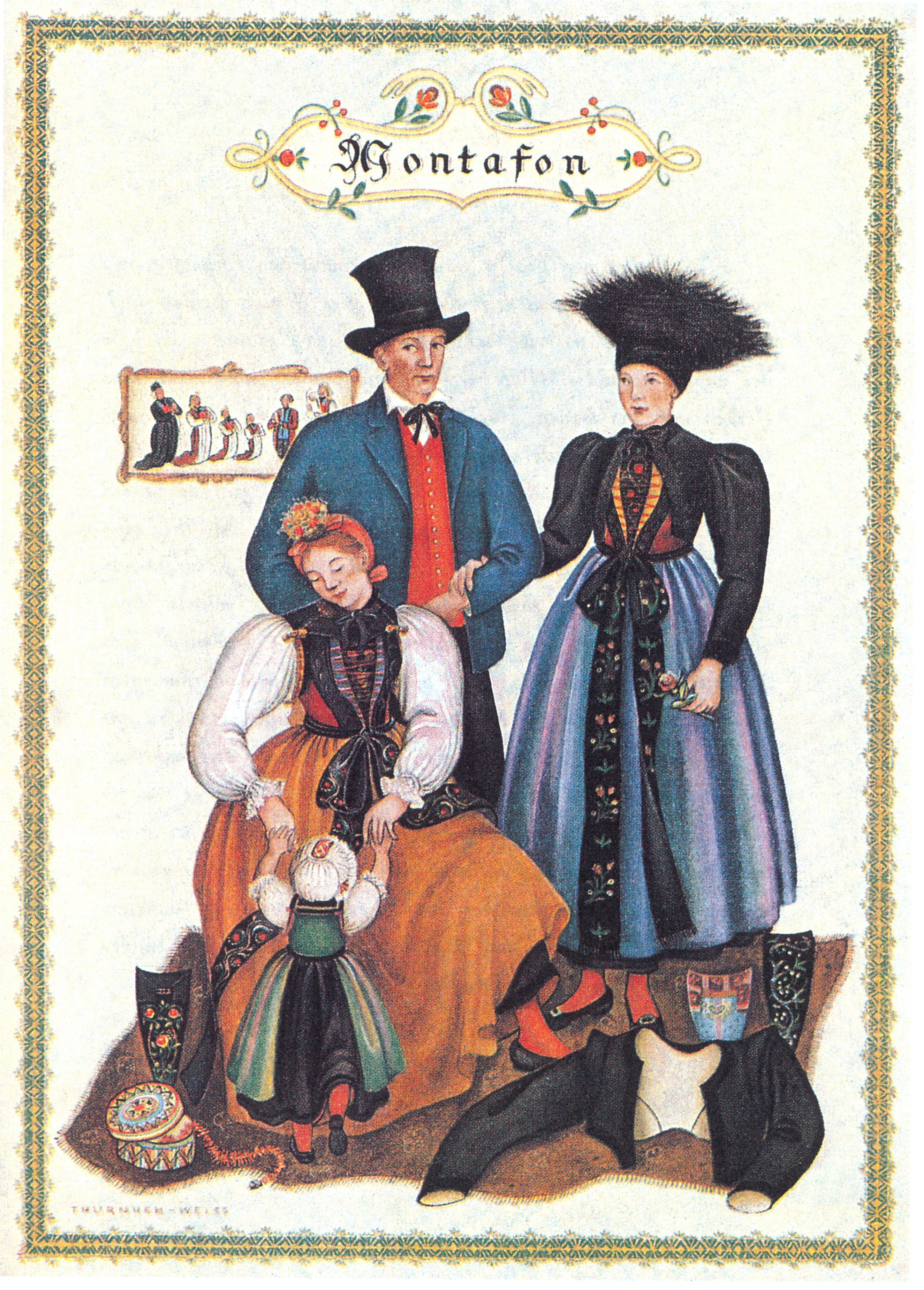
Montafoner Tracht

Typische Elemente der Montafoner Tracht sind:
- das Kleid, die Juppe
- zweierlei Jacken (Glögglitschopa und Schlutta),
- ein reich besticktes Brusttuch
- spezielle Kopfbedeckungen
  - das Mäßli, wohl die älteste Kopfbedeckung der Frau aus Wollfilz, schwarz gefärbt (benannt nach dem topfartigen Aussehen eines Kornmaßes)
  - die Pelzkappe, ovalrund, oben mit einer Öffnung, aus schwarzem Fischotterpelz angefertigt
  - die aus dem Französischen importierte Schnelle für kalte Wintermonate
  - der später aufgekommene Sanderhut. Er ist nach dem Erzeuger, dem Hutmacher Sander in Schruns, benannt worden
  - das Schäppele (Krönele) – weiblicher Kopfschmuck, besonders der Jungfrau, ist aus feinen silbernen und goldenen, gekräuselten Metallfäden und kleinen Metallblumen und Glaskügelchen kunstvoll zu einer ca. 8 cm im Durchmesser halbrunden Krone zusammengesetzt.

Die Kombination der hier angeführten Trachtenteile unterliegt strengen Traditionen, die durchaus unterschiedlich aufgefasst werden. Auffallend ist der Formen- und Materialreichtum, dem die sparsame Wiederverwendung gebrauchter Materialien gegenübersteht.
Eine Besonderheit der Montafoner Tracht stellt die Mädchentracht dar – nur unverheiratete Mädchen dürfen diese mit langen, weißen Ärmeln tragen. Ebenso durfte das Krönlein (Schäppele) nur zu kirchlichen Festen getragen werden und war ein Zeichen des unverheirateten Standes.
Am 5. November 1958 brachte die Österreichische Post zu diesem Motiv eine Dauermarke der Briefmarkenserie „Trachten aus Österreich“ zu 20 Groschen heraus.
Der 2023 angestoßene Prozess zur Erhebung der Montafoner Tracht, genauer gesagt der Herstellung und Verwendung der Montafoner Trachten, zum Immateriellen Kulturerbe kam im Mai 2025 zu einem erfolgreichen Abschluss. Die UNESCO begründet dies mit dem sozialen und intergenerationellen Stellenwert der Tracht und deren Herstellung.

### Montafoner Sauerkäse
Der Montafoner Sauerkäse oder Muntafunr Sura Kees (Dialekt: Sura Kees oder Sura Käs steht für Saurer Käse) ist ein Sauermilchkäse, der im Montafon seit dem 12. Jahrhundert hergestellt wird. Damit besitzt das Montafon eine der ältesten Traditionen in der Käseherstellung im Alpenraum.

### Ernest Hemingway und das Montafon
Der spätere Nobelpreisträger Ernest Hemingway verbrachte zwei mehrmonatige Winterurlaube in Schruns (Winter 1924/1925 und Winter 1925/1926). In seinen Werken Schnee auf dem Kilimandscharo und Paris – Ein Fest fürs Leben hat der US-amerikanische Autor ausführlich über die Region geschrieben und sie international bekannt gemacht.

### Wissenschaft
Zweijährlich wird vom Stand Montafon der von der Sparkasse Bludenz gestiftete Montafoner Wissenschaftspreis verliehen, typisch für akademische Arbeiten mit Bedeutung für die Region.
Der Preis 2020 ging im Februar 2021 im Zuge einer Online-Konferenz erstmals an eine Frau, Sandra Braumann, für eine Untersuchung der Geschichte der zwei Gletscher im Ochsental an der Boku Wien. Zur Datierung der Freilegung von Eis nützte sie das Isotop Beryllium-10, das sich durch kosmische Strahlung in Quarzgestein bildet. Der zweite Preis ging an Stefan Geiger für die Masterarbeit an der Universität Innsbruck über Eisenbahnen im Straßenplanum samt Grundlagen zu einer Verlängerung der Montafonerbahn über Straßen.

## Sehenswürdigkeiten
Der Heimatschutzverein Montafon führt die Museen:
- Montafoner Heimatmuseum Schruns: eines der ältesten Heimatmuseen im Alpenraum. Der Beginn der Sammlung datiert zurück zu Beginn des 20. Jahrhunderts. Ausgestellt werden volkskundlich interessante Objekte aus dem gesamten Tal, Montafoner Tracht und Volkskunst sowie Bestandteile der Montafoner Wohnkultur.
- Montafoner Tourismusmuseum Gaschurn: Eröffnet 1992. Das Museum befindet sich im alten Frühmesshaus. Bis 2009 wurde hier die Geschichte des Fremdenverkehrs dargestellt, seitdem besitzt es einen alpingeschichtlichen Fokus.
- Montafoner Bergbaumuseum Silbertal: Eröffnet 1996. Das Museum im Gemeindeamt Silbertal zeigt die Geschichte des Bergbaus im Montafon bis hin zur Gegenwart.
- Museum Frühmesshaus Bartholomäberg: Im seit 1657 existierenden Frühmesshaus Bartholomäberg werden seit 2009 wechselnde Sonderausstellungen mit Bezug zum Montafon gezeigt.

Weitere Museen, Ausstellungen und Sehenswürdigkeiten im Montafon:
- Historisches Bergwerk Bartholomäberg (seit 2010): Das einzige Schaubergwerk Vorarlbergs. Rund 115 Meter des „St.-Anna-Stollens“, dessen tatsächliche Länge unbekannt ist, sind für Besucher zugänglich.
- Wasser-Erlebnisstollen Vermunt (seit 2004): In dem Stollen wird auf 1,5 Kilometer Länge die Geschichte der Wasserkraft vermittelt.
- Technikmuseum Alte Sperrkammer Trominier (seit 2010): Besichtigt werden kann eine außer Betrieb genommene Sperrkammer des Vermuntwerks, die mitsamt allen Abschlussorganen im Originalzustand erhalten ist.
- Schauraum des Lünerseewerks
- energie.raum – das Informationszentrum der illwerke vkw AG in Gaschurn-Partenen: In dem Informationszentrum wird zum einen die Geschichte der illwerke vkw präsentiert, zum anderen erfahren Besucher in der interaktiven Ausstellung etwas über den Natur- und Kulturraum Montafon sowie die Themen Wasserkraftnutzung, Energieerzeugung und Kraftwerksbau.
- Bergknappenkapelle St. Agatha im Silbertal: Die älteste Kirche im Montafon. Um 1400 errichtet, tauchte die Agathakirche um 1450 erstmals in den Urkunden auf. Der Legende nach geht die Errichtung der Kirche auf ein Gelübde von verschütteten Bergleuten zurück, und sie steht der Überlieferung nach nun direkt auf dem ehemaligen Stollenausgang des Stollenunglückes. Gewidmet wurde sie der Schutzheiligen der Feinschmiede und Glockengießer, Agatha von Catania, um den Bezug zum Kupfer- und Silberabbau am Kristberg herzustellen.
- Wintersportausstellung Einst und Jetzt in Tschagguns: Die Orte Schruns und Tschagguns zählen zu den ältesten Wintersportorten in den Alpen. Die Dauerausstellung im Gemeindeamt in Tschagguns zeigt die Entwicklung des Montafoner Wintersports, zudem werden die erfolgreichsten Rennläufer des Tales vorgestellt.
- Kraftwerksbesichtigung – Kopswerk I: Das Kopswerk I der illwerke vkw in Partenen ist von Juli bis September für Besucher geöffnet.
- Kunstforum Montafon: Ausstellungsort ist die ehemalige Lodenfabrik in Schruns. Das Ausstellungsprogramm zeigt vorwiegend zeitgenössische österreichische bildende Kunst.

Sonstige kulturelle und natürliche Sehenswürdigkeiten im Montafon:
- Montafon Nordic (Sprungschanzenanlage in Tschagguns)
- Hemingway-Ausstellung in Schruns & Gaschurn
- Gauertaler Alpkultur
- Kristbergsiedlung
- Bergmassiv Madrisa Gargellen
- Silvretta-Bielerhöhe mit Piz Buin
- Silvretta-Hochalpenstraße
- Zimba (das „Vorarlberger Matterhorn“)
- Europaschutzgebiet Verwall und Europaschutzgebiet Wiegensee
- Gauertal mit dem Bergmassiv Drei Türme im Rätikon
- Fritzensee in Bartholomäberg
- Saarbrücker Hütte mit Litzner Seehorn
- Gantekopf
- Barockkirche Bartholomäberg
- Langsee im Europaschutzgebiet Verwall
- Kreuzjoch
- Maisäß Ganeu – einer der ältesten im Montafon
- Lünersee
- Europatreppe 4000 Partenen

Kulturdenkmäler:
→ Denkmalschutzobjekte in Bartholomäberg, Gaschurn, Lorüns, St. Anton, St. Gallenkirch, Schruns, Silbertal, Stallehr, Tschagguns, Vandans

## Veranstaltungen
- FIS Weltcup Montafon (Skicross, Snowboardcross)
- FIS Weltcup Nordische Kombination
- M³ Montafon Mountainbike Marathon
- Montafon Alpine Trophy (Intern. Fussballnachwuchsturnier mit 1.200 Teilnehmern)
- Montafoner Resonanzen (Kulturevent)
- Silvretta Classic Rallye Montafon (Oldtimer & E-Autos)
- Montafon Arlberg Marathon
- Montafoner Sagenspiele
- Open Faces Silvretta Montafon (Freeride-Event)
- Montafoner Theaterwanderungen in Gargellen seit 2013

Zu den Brauchtumsveranstaltungen zählen neben dem traditionellen Alpabtrieb die Sonnwendfeier im Juni, um mit leuchtenden Feuern auf den Gipfeln den längsten Tag des Jahres zu feiern, sowie das Funkenabbrennen. Am Funkensonntag, dem ersten Sonntag nach Aschermittwoch, werden mit dem traditionellen Abbrennen der Funkenhexe, dem Scheibenschlagen und dem Fackelschwingen am Berg und im Tal der Winter ausgetrieben und der Frühling begrüßt.